# Hans-Zoschke-Stadion
Das Hans-Zoschke-Stadion (aufgrund eines Namenssponsorings offiziell HOWOGE-Arena „Hans Zoschke“) ist ein Fußballstadion im Berliner Ortsteil Lichtenberg. Es wurde 1952 als Stadion an der Normannenstraße erbaut und wenig später in Gedenken an Hans Zoschke in Hans-Zoschke-Stadion umbenannt. Mit einer Zuschauerkapazität von 9900 ist es nach dem Stadion An der Alten Försterei das zweitgrößte reine Fußballstadion in Berlin. Es beheimatet den ortsansässigen Fußballverein SV Lichtenberg 47.

## Geschichte

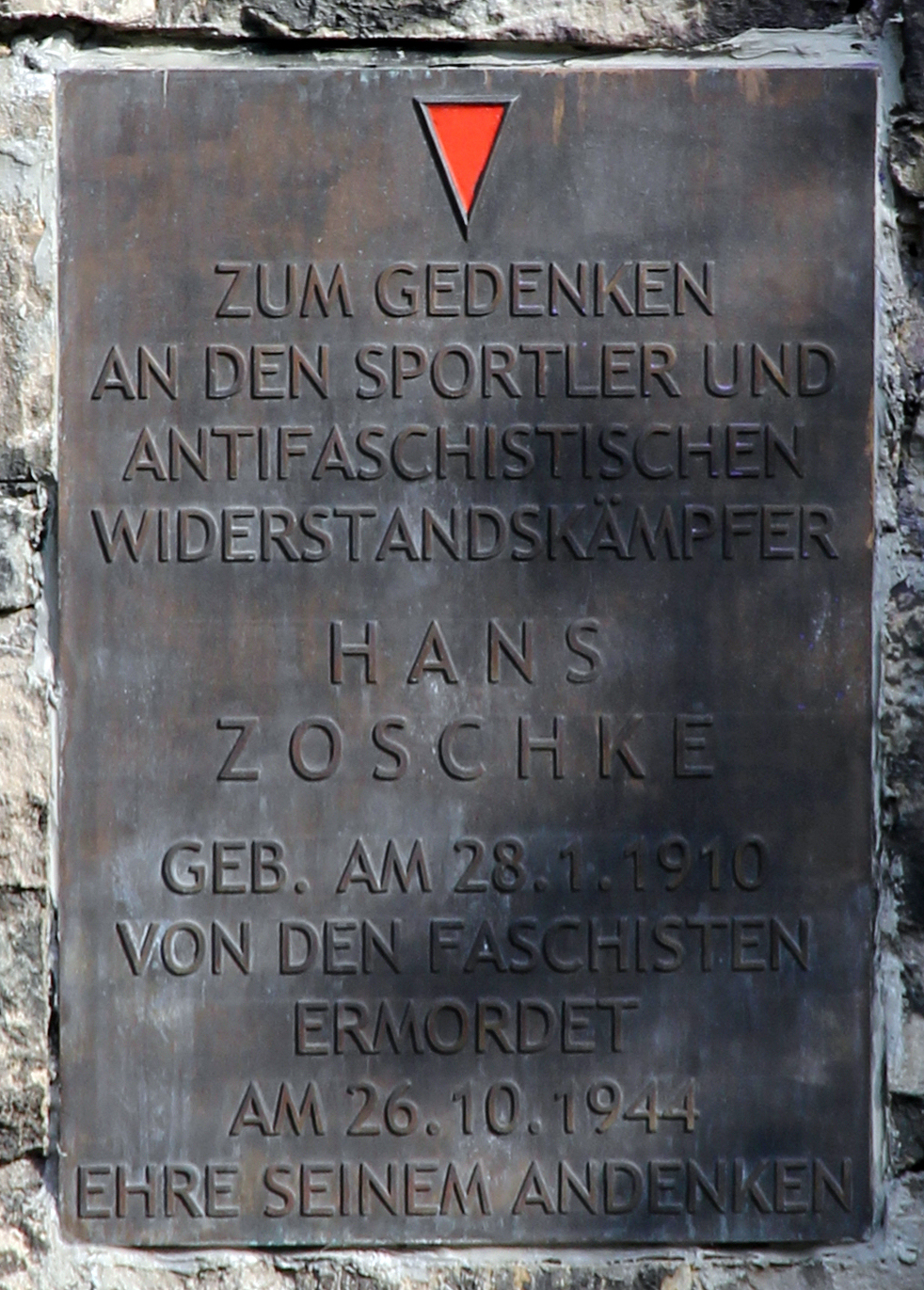
Die Gedenktafel für Hans Zoschke

Das Stadion wurde zwischen 1949 und 1952 anlässlich der Weltfestspiele auf dem Gelände des ehemaligen Sportplatzes Normannenstraße erbaut und am 14. September 1952 als Stadion an der Normannenstraße eröffnet. An diesem Tag wurde auch der bis heute gültige Zuschauerrekord aufgestellt, als 18.000 Besucher das Endspiel im FDGB-Pokal zwischen dem SV DVP Dresden und der BSG Einheit Pankow sehen wollten.
Einen Monat später wurde es mit der Partie Lichtenberg 47 gegen die BSG Turbine Weimar (Endstand 2:1) als Hans-Zoschke-Stadion eingeweiht. Namensgeber für das Stadion wurde der 1944 von den Nationalsozialisten hingerichtete Sportler und antifaschistische Widerstandskämpfer Hans Zoschke. Ihm zu Ehren wurde in den 1950er Jahren im Eingangsbereich des Stadions eine Gedenktafel installiert. 2005 wurde diese jedoch von unbekannten Tätern entwendet, sodass zwei Jahre später die Bezirksverordnetenversammlung Lichtenberg eine neue Tafel herstellen ließ und diese an den ursprünglichen Platz kam. Seit Oktober 2024 erinnern am Stadion zudem Stolpersteine an Hans Zoschke und seine Frau Elfriede.
Nach Planungen des Ministeriums für Staatssicherheit (MfS) sollte die Sportstätte in den 1970er Jahren abgerissen werden, um bauliche Erweiterungen der benachbarten MfS-Zentrale vornehmen zu können. Das MfS schlug einen Stadionneubau an einem anderen Standort vor. Aufgrund fehlender finanzieller Kapazitäten und des Vorrangs von Wohnungsneubauvorhaben wurden die Pläne jedoch bis zum Ende der DDR nicht umgesetzt.
Umbenennung
Am 31. Oktober 2009 erhielt das Hans-Zoschke-Stadion den neuen offiziellen Namen HOWOGE-Arena „Hans Zoschke“. Zu diesem Anlass wurde ebenfalls eine neue Namenstafel enthüllt. Die Umbenennung basiert auf einer Kooperation zwischen dem SV Lichtenberg 47 und dem Bezirk Lichtenberg auf der einen Seite sowie der Berliner Wohnungsbaugesellschaft HOWOGE auf der anderen Seite, in der die Gesellschaft dem Verein und dem Bezirk finanzielle Zuwendungen zusagt.
Die 2008 erfolgten Planungen für diese Kooperation sahen die Errichtung einer Flutlichtanlage sowie die Überdachung der Sitzplatztribüne im Jahr 2009 vor. Damit sollten die Chancen dieses Stadions zur Einbeziehung in die Spielstätten der Frauen-Fußballweltmeisterschaft 2011 in Deutschland gesteigert werden. Darüber hinaus waren der Austausch der Naturrasenfläche gegen einen Kunstrasenbelag sowie der Einbau einer Rasenheizung vorgesehen. Die WM-Spielstätten wurden jedoch an andere Standorte vergeben und die angedachten Umbaumaßnahmen nicht umgesetzt. Die Vertragsparteien sahen sich daraufhin der Kritik ausgesetzt, die HOWOGE hätte den Stadionnamen für nicht eingehaltene Versprechen und zu wenig Geld erhalten, was von Vereins- und Bezirksseite (u. a. der Lichtenberger Bezirksbürgermeisterin Christina Emmrich) dementiert wurde.

## Lage und Ausstattung

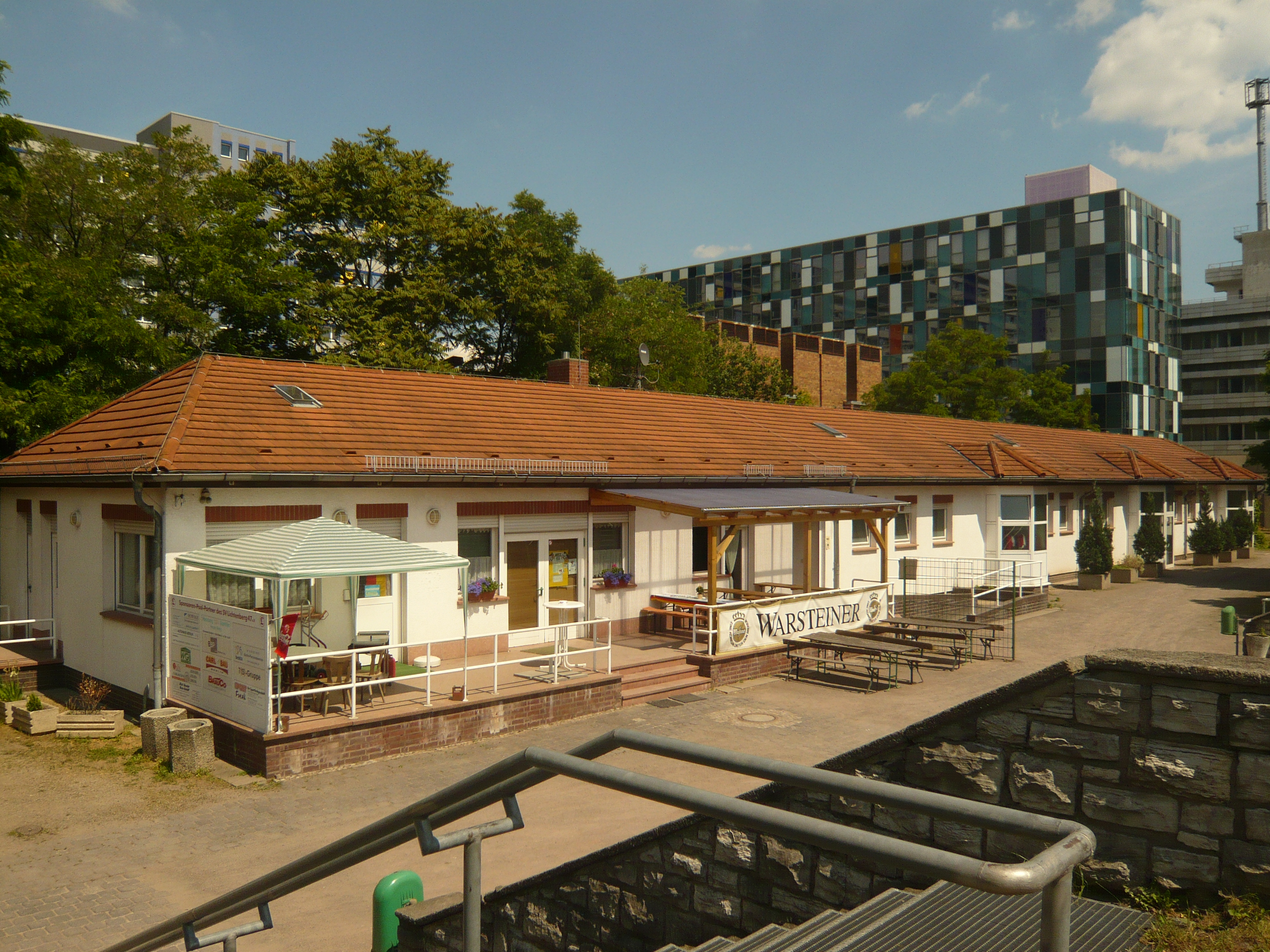
Vereinsheim

Das Stadion befindet sich nahe dem Ortsteilzentrum. Es wird im Norden durch die Arbeitsagentur in der Gotlindestraße, im Osten durch die Glaschkestraße, im Süden durch die Normannenstraße mit der Stasi-Gedenkstätte und im Westen durch die Ruschestraße begrenzt. Neben dem Stadion befindet sich auf dem Gelände das Vereinsheim.
Das Stadion verfügt über 9.900 nicht überdachte Plätze, davon ca. 900 Sitzplätze, eine Beschallungsanlage sowie eine Anzeigetafel. Zu DDR-Zeiten bot das Stadion noch Platz für 18.000 Besucher, diese Zahl wurde aufgrund von Sicherheitskriterien später reduziert. 2018 entstand an der Normannenstraße eine neue Zaunanlage mit sechs breiten doppelflügeligen Toranlagen als Zufahrten bzw. zur Sicherstellung von Fluchtwegen. Seit Anfang 2022 verfügt das Stadion über eine Flutlichtanlage und im Bereich der Sitzplätze wurde eine Überdachung geschaffen. Genutzt wurden hierfür rund 500.000 Euro aus dem Vermögen von Parteien und Massenorganisationen der DDR.